# Skalnaté hory
Skalnaté hory, někdy označované také jako Skalisté hory, (anglicky Rocky Mountains, též Rockies) je pohoří, respektive řada horských pásem, na severozápadě Severní Ameriky.
Skalnaté hory tvoří východní část horského systému Kordiller. Pohoří se rozkládá v severojižním směru na území Kanady a Spojených států amerických. Má délku více než 4 500 km a šířku 80 až 700 km.
Zasahuje na území provincií a států: Aljaška, Yukon, Britská Kolumbie, Alberta, Washington, Idaho, Montana, Wyoming, Utah, Nevada, Colorado, Nové Mexiko a Arizona. Nejvyšší horou je Mount Elbert (4 401 m) v Coloradu v pohoří Sawatch Range. V kanadské části Skalnatých hor je nejvyšší horou Mount Robson (3 959 m). Velehorské a majestátní pásemné pohoří se zasněženými vrcholy hor, ledovci, horskými loukami, jehličnatými lesy a řadou jezer, se ze všech severoamerických hor nejvíce podobá Alpám.

## Geologie
Hory byly vyzdviženy při laramickém vrásnění na přelomu druhohor a třetihor. Stáří hornin se pohybuje od prekambria po křídu. Hřbety mají antiklinální stavbu, jádro tvoří prekambrické krystalické břidlice a granity. Na vrcholcích nejvyšších štítů vlivem eroze vystupují prekambrická jádra. Základní stavba hor je na mnoha místech narušena zlomy a kernými posuny. V místech poklesu vznikly horské pánve. Současnou nadmořskou výškou získaly hory v pliocénu a pleistocénu. Pleistocenní zalednění zasáhlo všechny horské vrcholy nad 2 800 až 2 900 m. Současné zalednění se posunulo do vyšších nadmořských výšek a je přítomné pouze na severu Skalnatých hor.

## Geografie

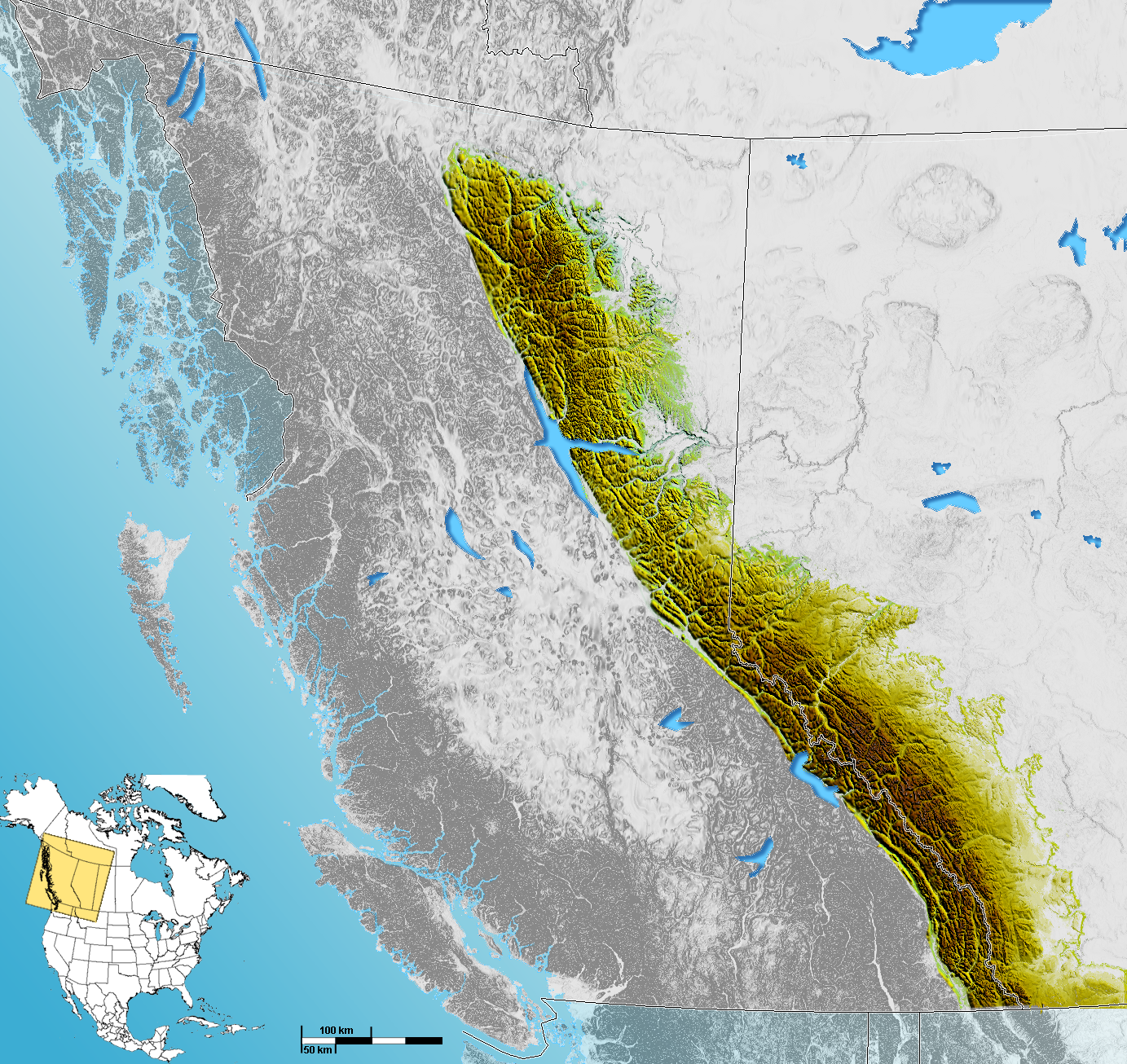
Kanadské Skalnaté hory

Skalnaté hory se rozkládají jižně od řeky Liard na severní hranici Britské Kolumbie až k řece Rio Grande ve střední části státu Nové Mexiko. Sacramento Mountains již ke Skalnatým horám nepatří. Přibližně k hranicím Idaha s Washingtonem se Skalnaté hory přimykají k Pacifickému pobřežnímu pásmu. Jižněji ve Spojených státech jsou oba systémy odděleny rozsáhlým územím náhorních plošin a pánví. V oblasti pramení řada řek a nachází se zde rozvodí mezi Tichým a Atlantským oceánem.

## Členění

### Kanadské Skalnaté hory

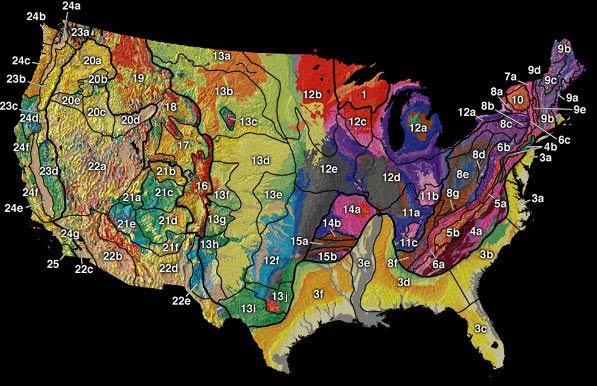
Americké Skalnaté hory
19 – Severní Skalnaté hory
18 – Střední Skalnaté hory
17 – Wyomingská pánev
16 – Jižní Skalnaté hory

Kanadské Skalnaté hory (Canadian Rockies) jsou součástí kanadských Kordiller. Rozkládají se mezi údolím Rocky Mountain Trench na západě a Interior Plains na východě. Severní hranici tvoří řeka Liard. Dělí se na dvě hlavní skupiny: Severní Skalnaté hory (Northern Rockies) a Kontinentální pohoří (Continental Ranges). Nejvyšší horou Kanadských Skalnatých hor je Mount Robson (3 959 m).

#### Northern Rocky Mountains
- Muskwa Ranges
- Hart Ranges

#### Continental Ranges
- Northern Continental Ranges
- Central Front Ranges
- Central Main Ranges
- Kootenay Ranges
- Southern Continental Ranges

### Americké Skalnaté hory
Podle USGS (United States Geological Survey) se Rocky Mountain System na území Spojených států dělí na čtyři provincie: Severní Skalnaté hory (Northern Rocky Mountains), Střední Skalnaté hory (Middle Rocky Mountains), Wyomingskou pánev (Wyoming Basin) a Jižní Skalnaté hory (Southern Rocky Mountains).

#### Severní Skalnaté hory

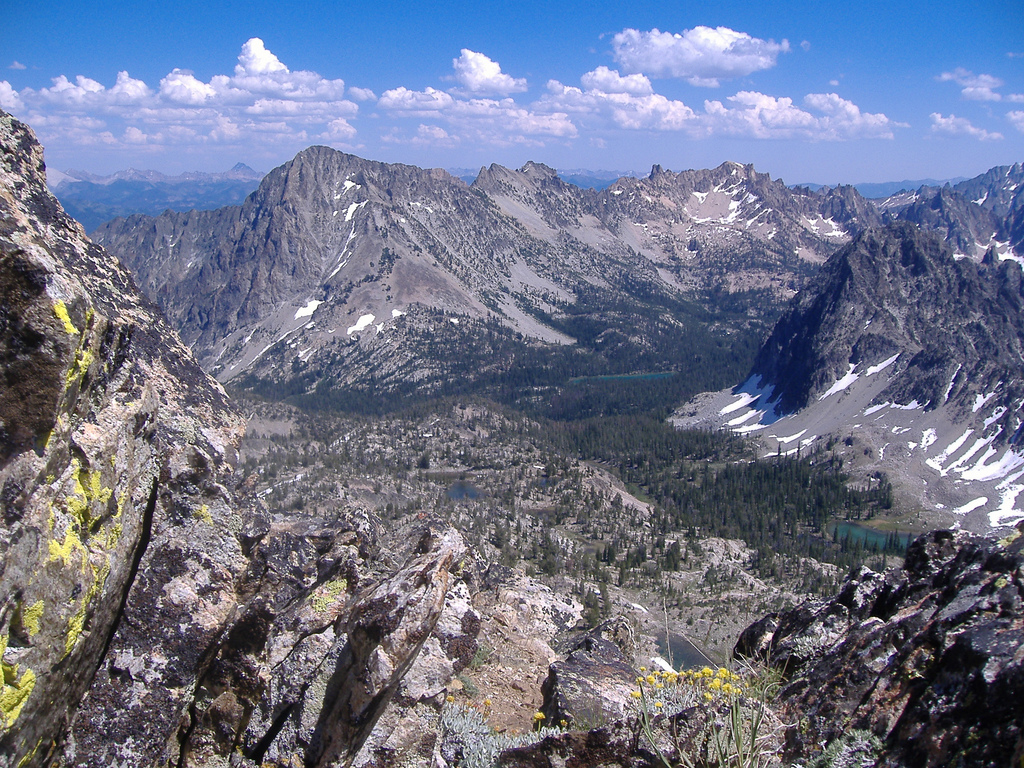
Sawtooth Range

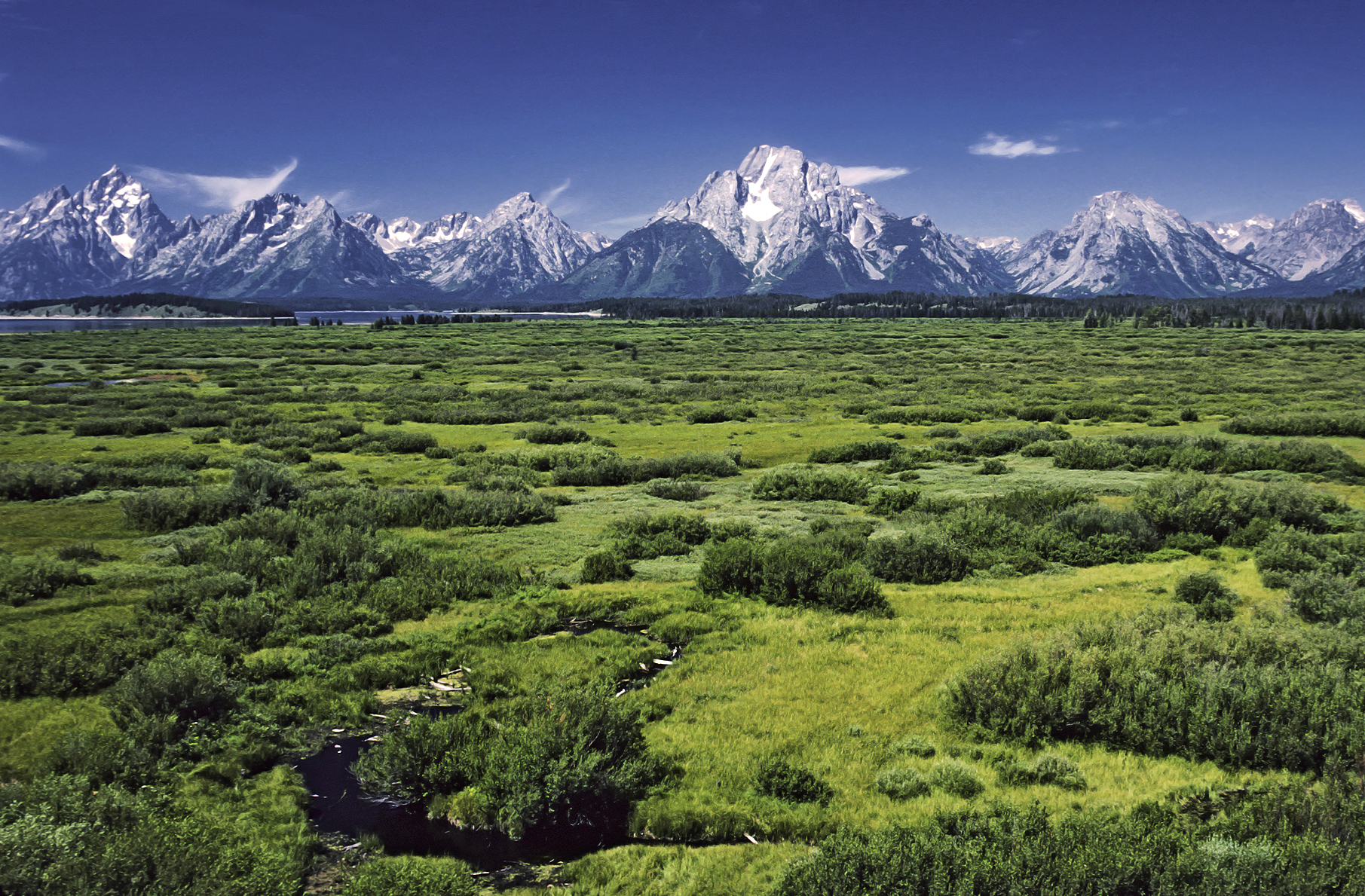
Teton Range

Americké Severní Skalnaté hory se rozkládají od hranice s Kanadou až k Yellowstonskému národnímu parku, respektive pramenům řeky Yellowstone. Leží na území států Idaho a Montana. Tato část Skalnatých hor je nejvíce sourodá. I když i zde se objevují rozdíly v geologii a struktuře hor, ale v malé míře. Na rozdíl od Středních a Jižních Skalnatých hor mají vrcholy Severních Skalnatých hor nižší nadmořskou výškou. Charakteristická je také velká rozloha z východu na západ. U východní části pohoří pak převažuje lineární uspořádání jednotlivých horských pásem. V blízkosti kanadských hranic se nachází několik významných údolí, zvláště ve směru ze severu k jihu, které zlepšují prostupnost hor. Podobná údolí naopak chybí na území Idaha, kde se horská pásma rozkládají na menším prostoru.
Hory severního Idaha a severozápadní Montany
Pohoří je výběžkem Kolumbijských hor. Na povrch hor vystupují velká intruzivní tělesa. Klenbou hor prochází přímé zlomové linie, které tvoří příkopové propadliny.
- Cabinet Mountains
- Lewis Range

Hory Centrálního Idaha
Základem této horské skupiny je obří batolit, jehož části pokrývají plochu přes 40 000 km2. Největším pohořím v této oblasti je Bitterroot Range.
- Bitterroot Range
- Salmon River Mountains
- Sawtooth Range

Hory jihozápadní Montany
Jedná se o nižší horské výběžky, které již zasahují do Velkých rovin.

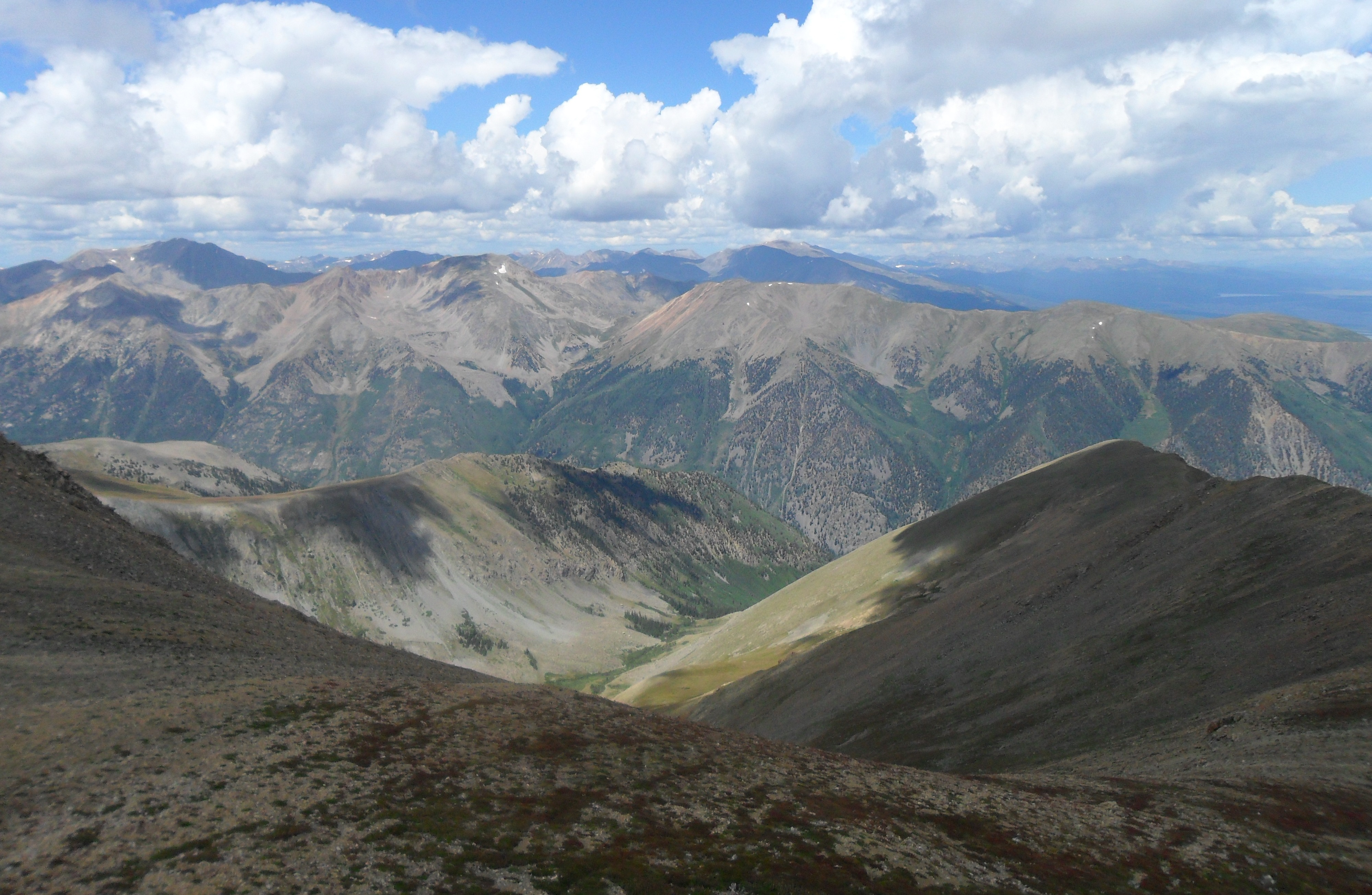
Sawatch Range

- Big Belt Mountains
- Little Belt Mountains

#### Střední Skalnaté hory

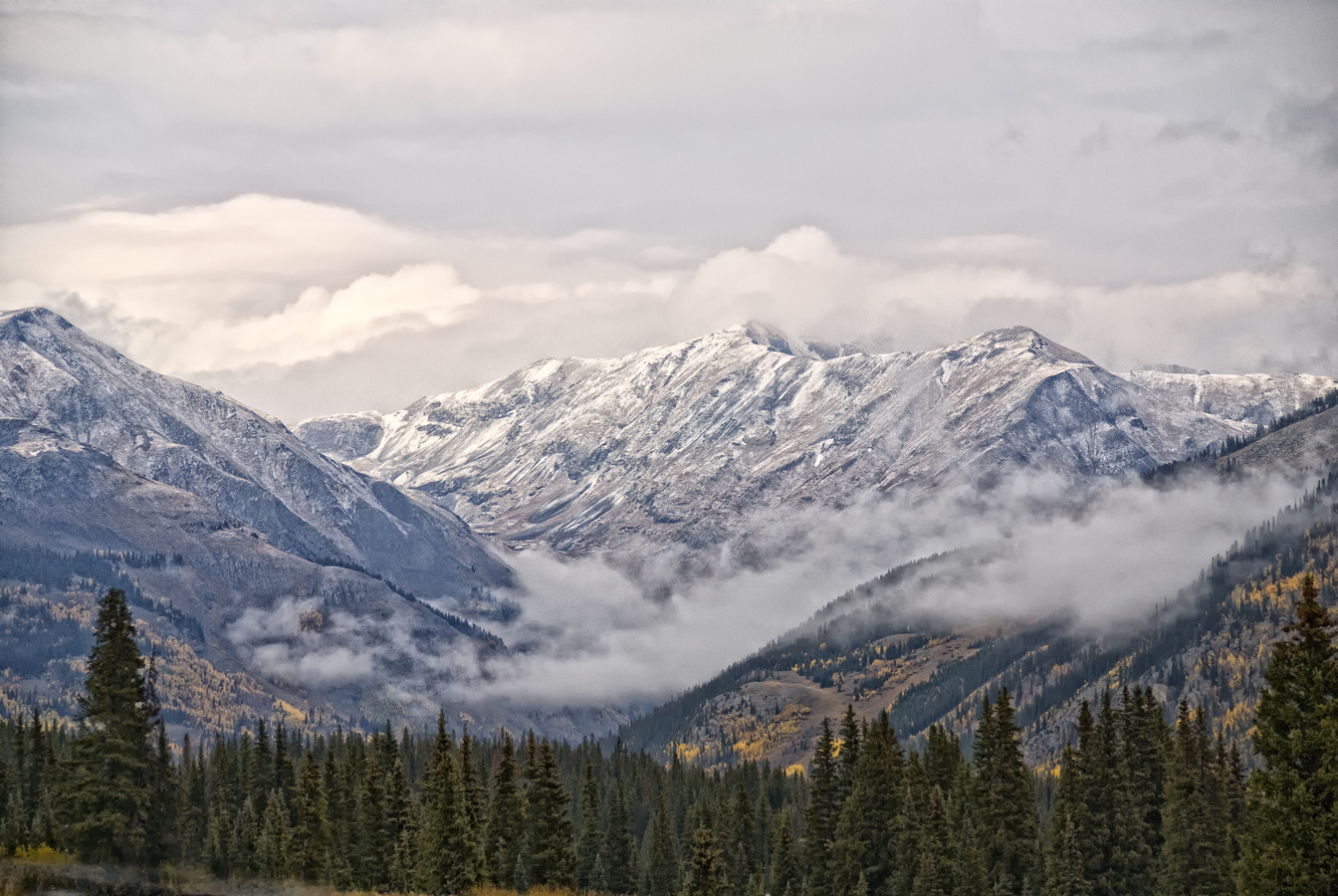
San Juan Mountains

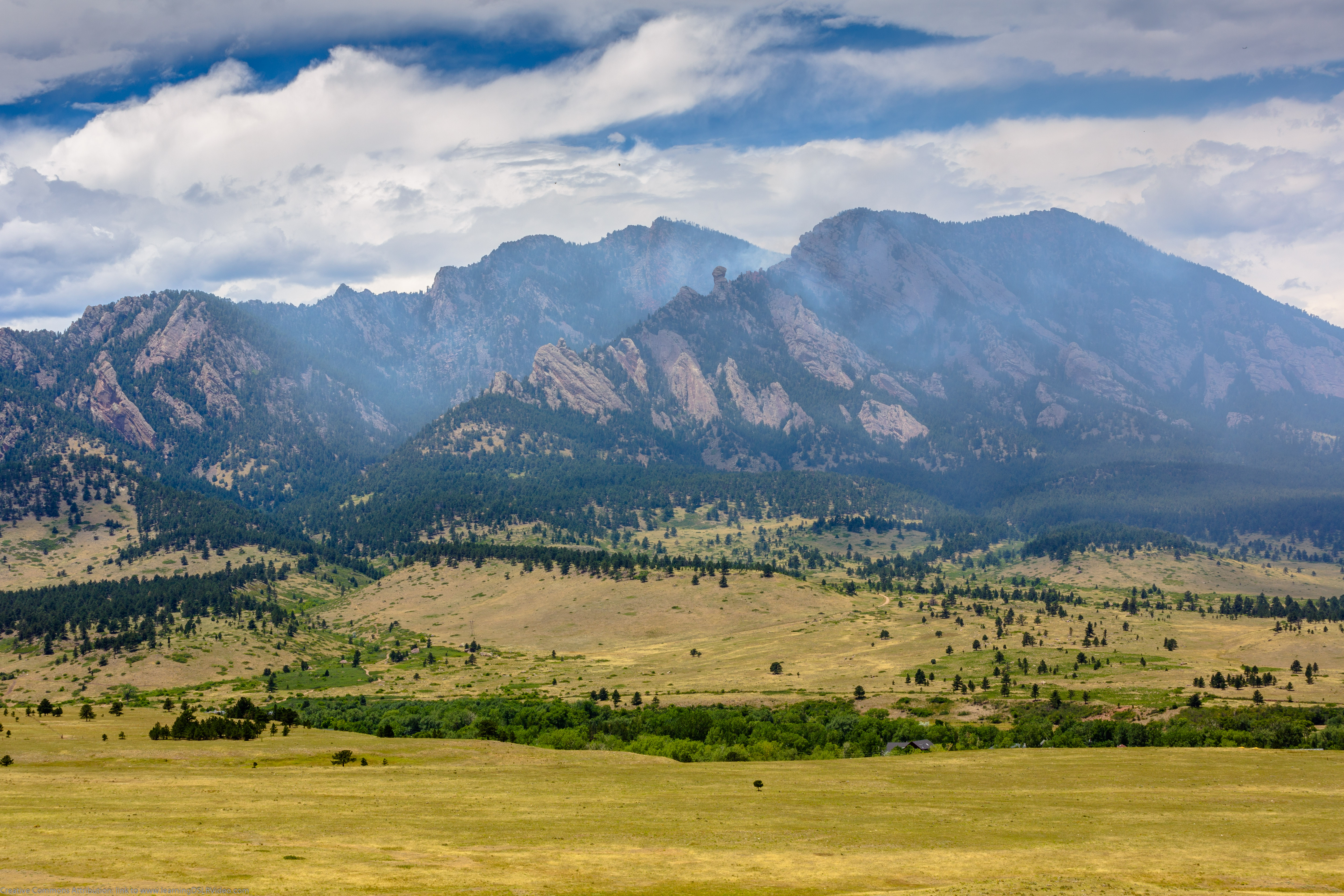
Front Range

Střední Skalnaté hory se rozkládají především na území Wyomingu, dále pak ještě zasahují do Montany, Idaha a Utahu. Oblast tvoří různorodá pohoří, některé části jako je například Yellowstonská tabule nemají velehorský charakter. Řada vrcholů jednotlivých horských pásem má nadmořskou výšku vyšší než 3 500 m. I v případě pánví pak nadmořská výška přesahuje 1 800 m. Na rozdíl od Severních a Jižních Skalnatých hor, uspořádání pohoří umožňuje lepší prostupnost a více dopravních cest mezi západem a východech Spojených států. Kromě nejvyšších částí pohoří je oblast poměrně suchá. Ačkoli se zde nachází kontinentální rozvodí mezi řekami Colorado a Missouri, většina řek Středních Skalnatých hor odtéká na sever.
Severní část
- Absaroka Range

Západní část
- Wasatch Range
- Uinta Mountains
- Teton Range
- Wyoming Range

Východní část
- Bighorn Mountains
- Beartooth Mountains
- Owl Creek Mountains
- Wind River Range

#### Wyomingská pánev
Wyomingská pánev tvoří předěl mezi Středními a Jižními Skalnatými horami a propojuje Velké roviny s Koloradskou plošinou. Leží ve Wyomingu a zasahuje i do Utahu.

#### Jižní Skalnaté hory
Jižní Skalnaté hory tvoří dva souběžné systémy horských pásem oddělené mezihorskými sníženinami. Pásma a pánve mají tvar písmene H. Mezihorské sníženiny leží v centrální části, zejména na severu. Dopravní cesty prochází hlubokými soutěskami s řekami mířícími na východ, západ a jih. Nejznámější je údolí řeky Arkansas. Jižní část Jižních Skalnatých hor tvoří dvě úzká podlouhlá pásma zasahující až na severovýchod Nového Mexika. Jižní Skalnaté hory leží ve státech Wyoming, Colorado a Nové Mexiko.
Západní část

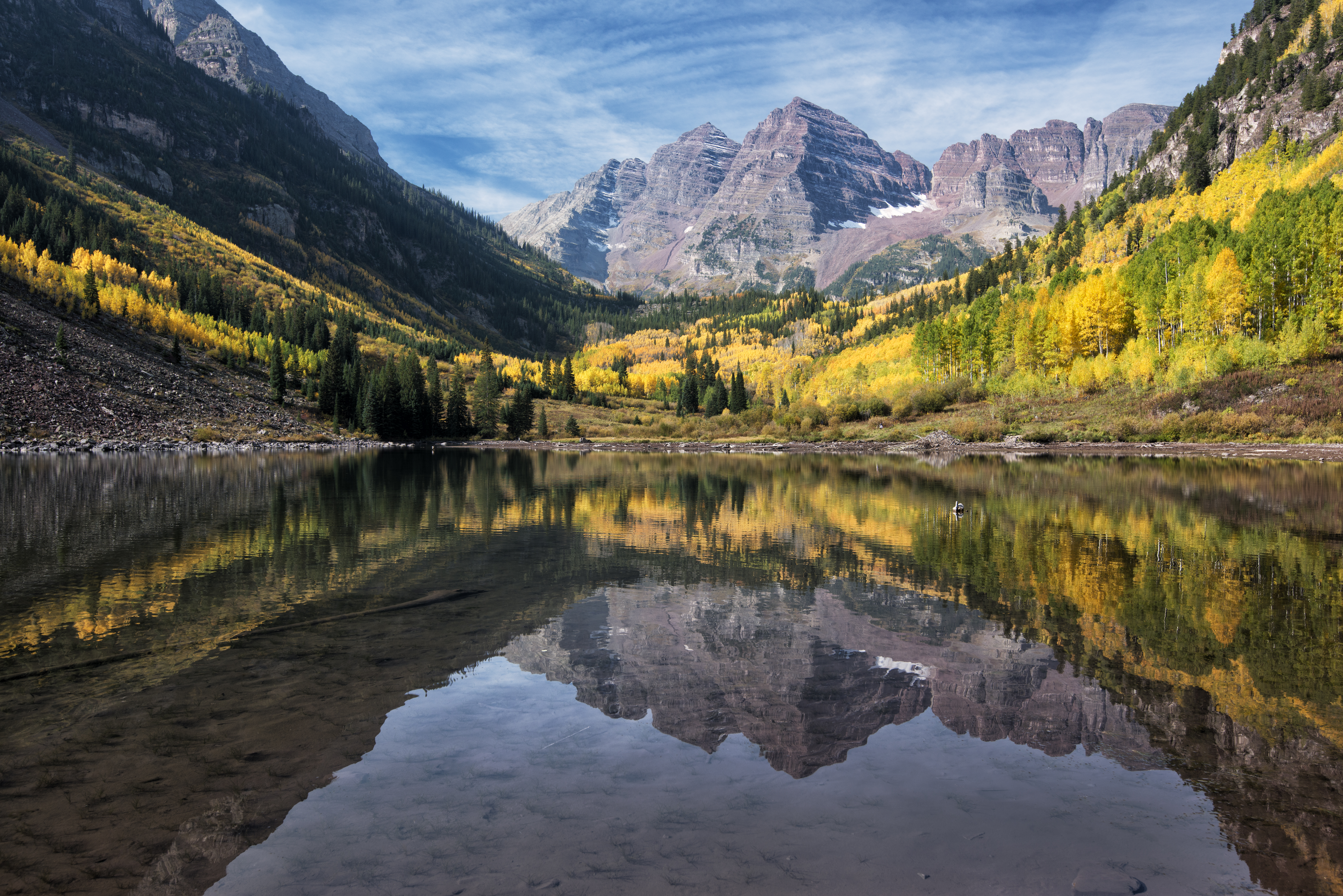
Elk Mountains

V západní části Jižních Skalnatých hor leží nejvyšší horské štíty celých Skalnatých hor.

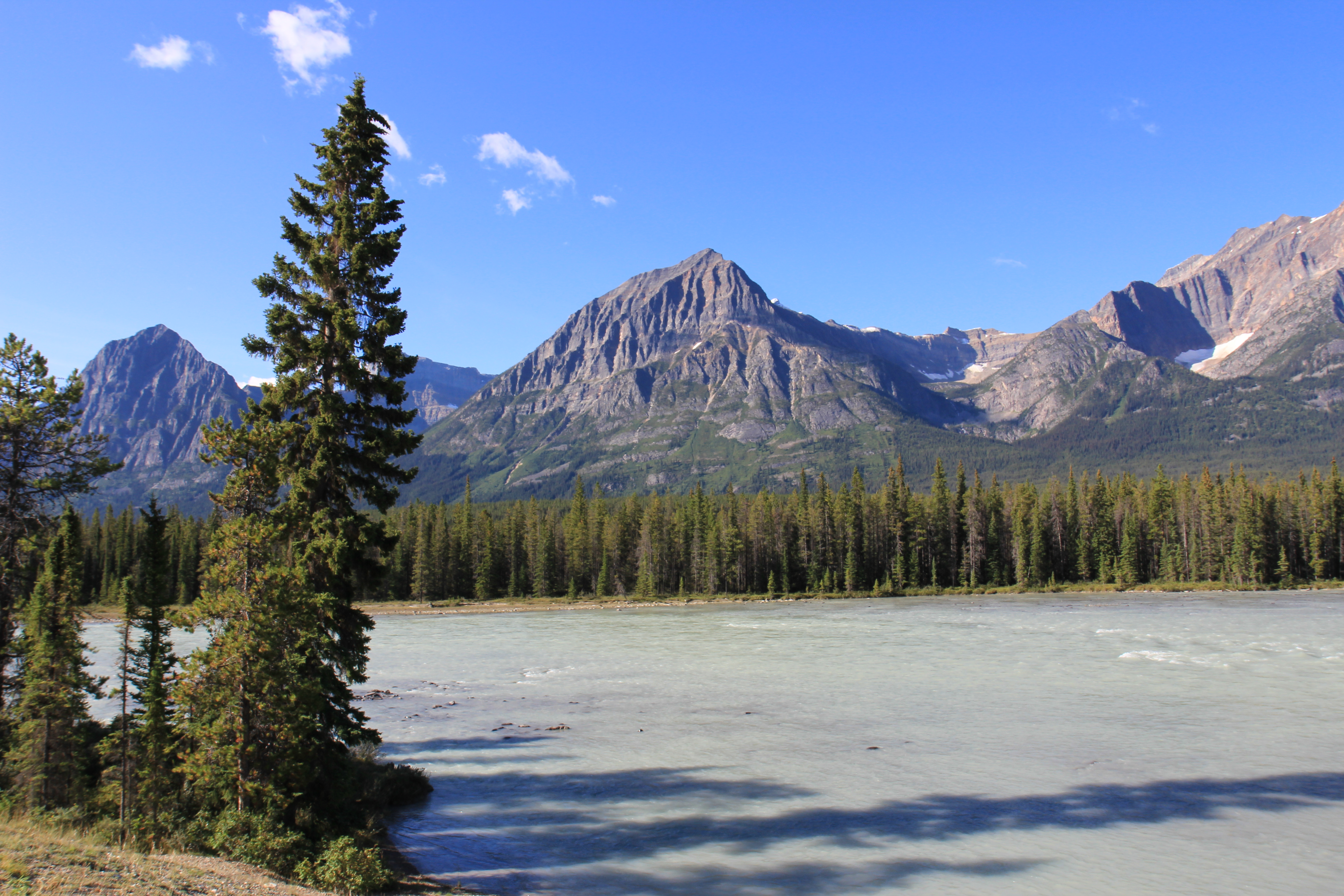
Řeka Athabasca

- Medicine Bow Mountains
- Park Range
- Gore Range
- Mosquito Range
- Sawatch Range
- Elk Mountains
- San Juan Mountains

Východní část
- Laramie Mountains
- Front Range
- Sangre de Cristo Mountains

## Vodstvo

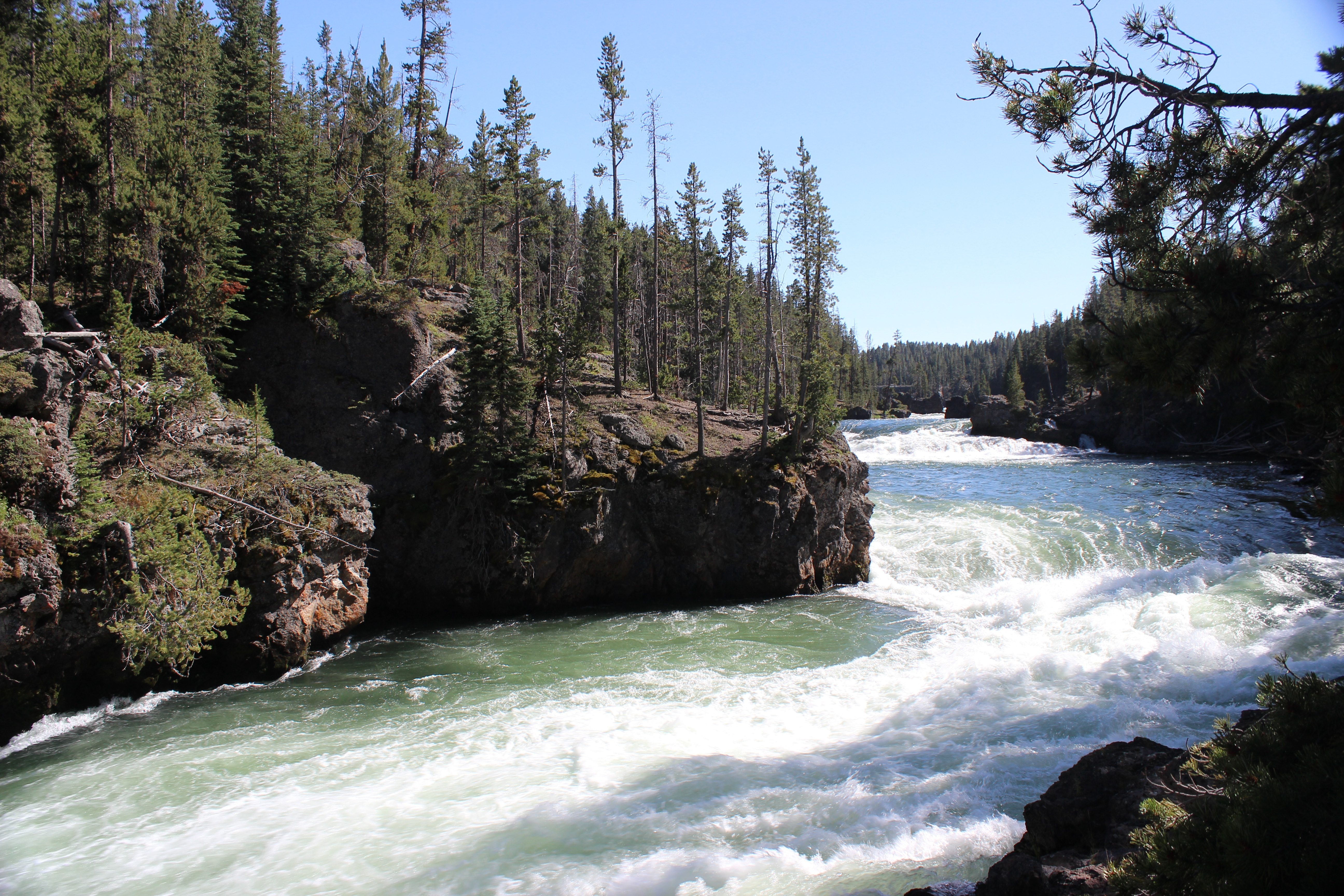
Řeka Yellowstone

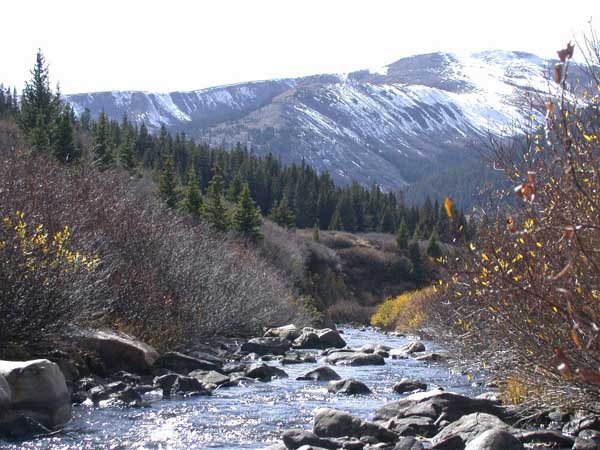
Řeka Arkansas

Skalnatými horami prochází po délce Velké kontinentální rozvodí (Great Continental Divide) a vody zdejších řek jsou odváděny do tří oceánů: Tichého, Atlantského a Severního ledového. Pramení zde řada významných severoamerických řek (řádky začínající slovem povodí slouží geografickému uspořádání: tyto řeky přímo ve Skalnatých horách nepramení, ale jejich zdrojnice či přítoky ano):
Úmoří Tichého oceánu
- Colorado
- Columbia
  - Kootenay
  - Snake
- Fraser
- Stikine
- Yukon

Úmoří Severního ledového oceánu
- Povodí Mackenzie
  - Liard
  - Peace
  - Athabasca

Úmoří Atlantského oceánu
- Povodí Saskatchewanu a Nelsonu (Hudsonův záliv)

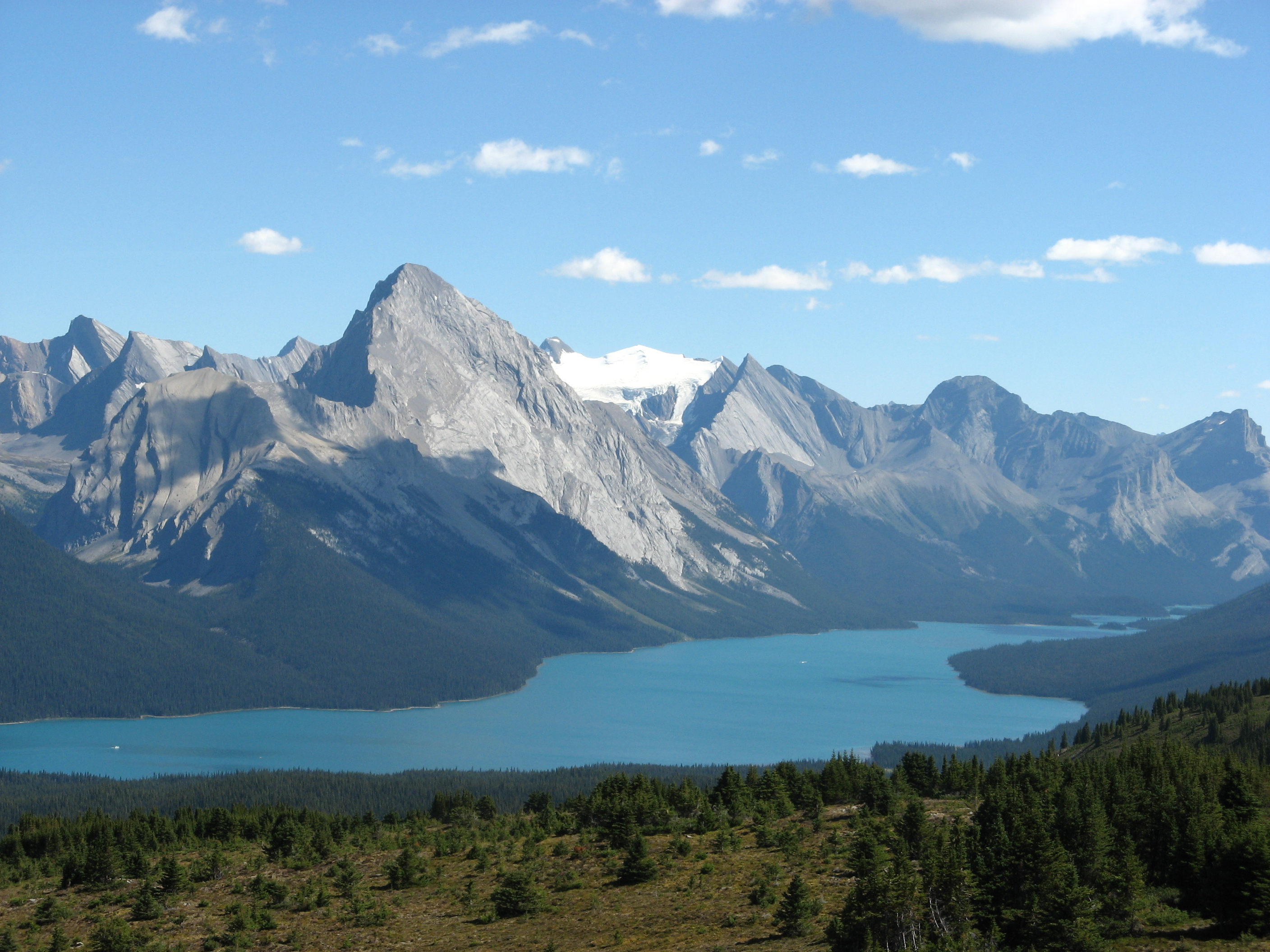
Národní park Jasper

  - North Saskatchewan
  - South Saskatchewan
- Povodí Mississippi
  - Missouri
    - Platte
    - Yellowstone

  - Arkansas
- Rio Grande

## Ochrana přírody

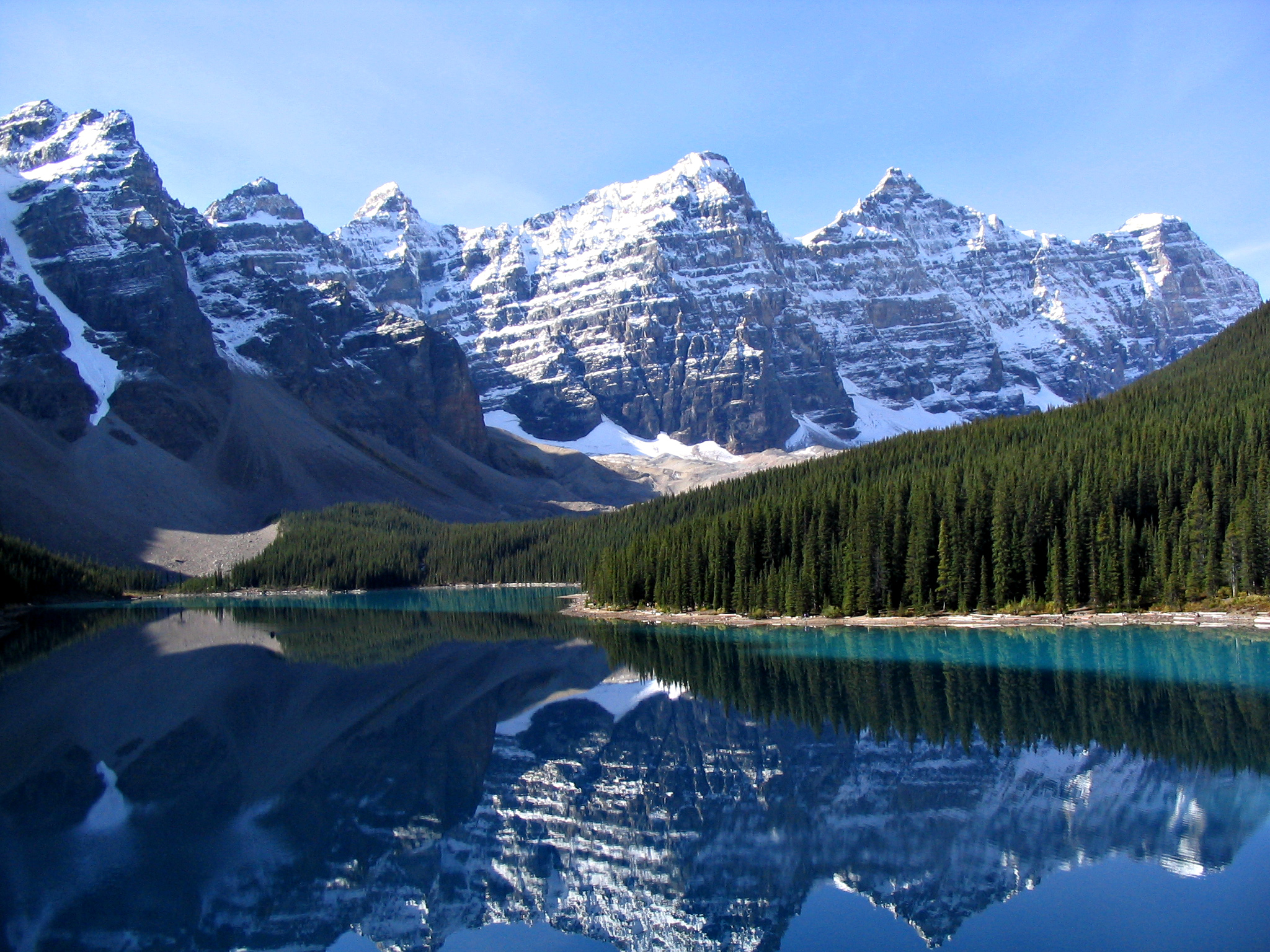
Národní park Banff

Příroda Skalnatých hor je chráněna řadou velkoplošných rezervací, zejména národních parků:
- Kanada
  - Národní park Jasper [p 1]
  - Národní park Banff [p 1]
  - Národní park Yoho [p 1]
  - Národní park Kootenay [p 1]
  - Národní park Waterton Lakes (navazuje na americký Glacier) [p 2]
- Spojené státy americké
  - Národní park Glacier (navazuje na kanadský park Waterton Lakes) [p 2]
  - Yellowstonský národní park [p 3]
  - Národní park Grand Teton
  - Národní park Skalnaté hory

## Historie
Dne 24. července 1832 provedl Benjamin Bonneville první kolonu povozů přes Skalnaté hory, stalo se tak wyomingským Jižním průsmykem.